# Golden Gate Quartet

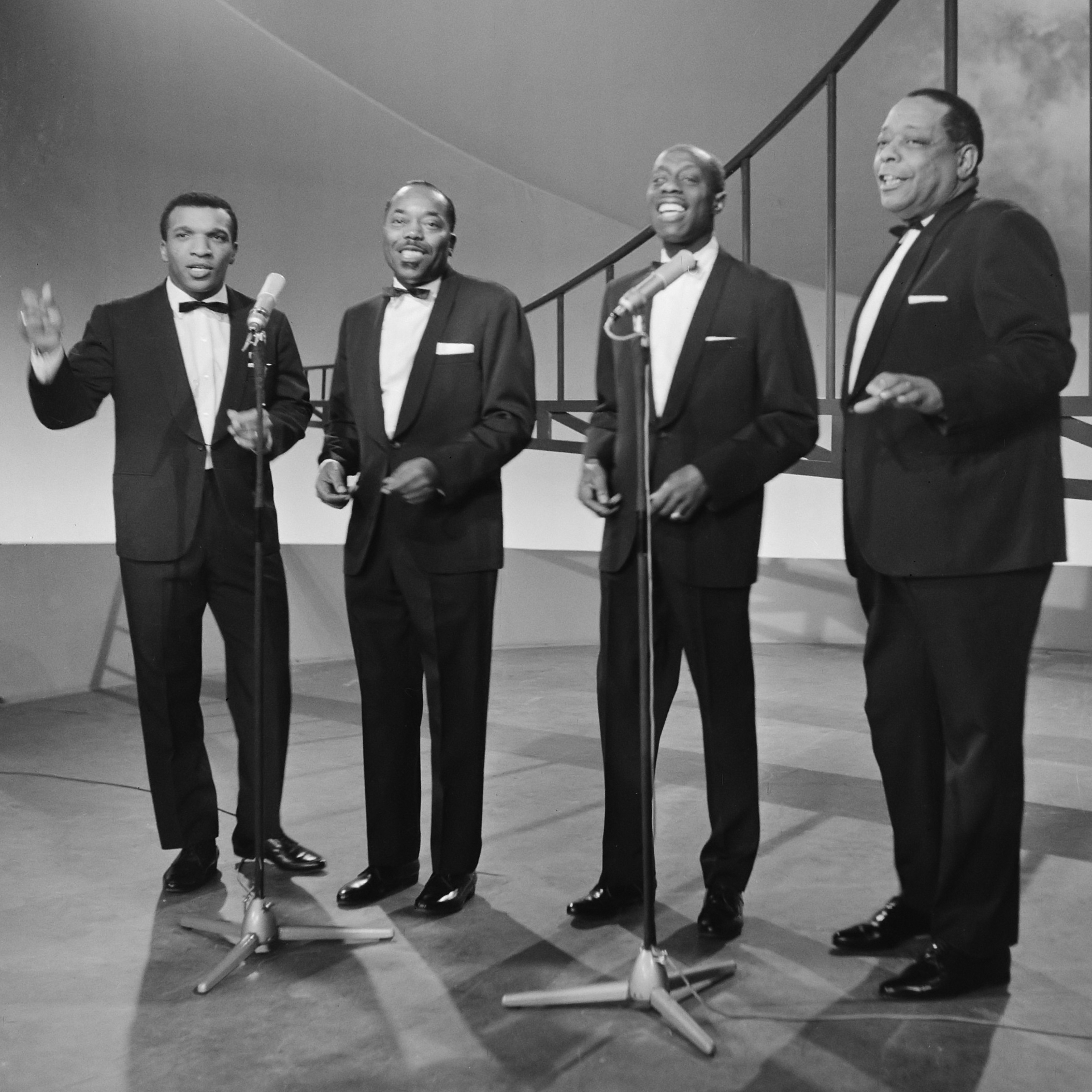
The Golden Gate Quartet (1964)

Das Golden Gate Quartet gehört – mit wechselnden Sängern – zu den bekanntesten und erfolgreichsten Interpreten der Gospelmusik.

## Geschichte
Das Golden Gate Quartet wurde 1934 in Norfolk (Virginia) als Golden Gate Jubilee Singers gegründet; seinen heutigen Namen trägt es seit 1941.
Erste Lorbeeren erntete die Gruppe im Radioprogramm von Columbia (South Carolina) in den 1930er Jahren. Der nationale Durchbruch gelang indes mit der Teilnahme an John Hammonds berühmter Jazz-Revue From Spirituals to Swing 1938 in der Carnegie Hall. In der Folge traten die vier USA-weit im Radioprogramm sowie im Jazzclub Café Society auf. Als sie 1941 an der musikalischen Umrahmung von Präsident Roosevelts Amtseinführung mitwirkten, waren sie die erste schwarze Musikgruppe, die in der Washingtoner Constitution Hall auftreten durfte. Im selben Jahr veröffentlichte sie ihre erste Schallplatte und unternahm die erste Auslandstournee, die sie nach Mexiko führte.
Während des Zweiten Weltkriegs hielt die Popularität der Gruppe unvermindert an, wozu auch Kriegslieder wie Stalin Wasn’t Stalling beitrugen. In dieser Zeit trat sie auch in mehreren Hollywoodfilmen auf, etwa in Star Spangled Rhythm, Hit Parade of 1943 und Hollywood Canteen.
Nach dem Krieg konnte das Golden Gate Quartet seine überragende Stellung im Bereich des Gospel nicht behaupten, sondern musste den Ruhm mit neuen Gruppen wie etwa The Soul Stirrers teilen, die mitunter den gewandelten Zeitgeschmack besser trafen. Nicht zuletzt deswegen wandte sich das Quartett weitgehend von den USA ab und ging auf zahlreiche Auslandstourneen, die es u. a. nach Kanada, in mehrere europäische Länder, in den Nahen Osten sowie nach Japan führten. Dort trat es bisweilen auch gemeinsam mit Stars der Gastgeberländer auf, wie etwa mit Gilbert Bécaud, Jacques Brel oder auch Heino, mit dem das Quartett Schwarzbraun ist die Haselnuss auf Deutsch sang. Aus diesem Anlass trat das Quartett im Jahre 2005 bei Heinos vorläufiger Abschiedstournee als Ehrengäste auf. 1981 spielte das Golden Gate Quartet in der Basilika von Lourdes vor 2500 Menschen – weitere 20.000 hatten keinen Einlass gefunden. 1990 in Bordeaux gelang es gar, ein Auditorium von 100.000 Menschen zu versammeln. Erst 1994 trat die Gruppe erstmals wieder in ihrer Heimat USA auf.

## Werk
Das Golden Gate Quartet verfügt über ein breites stilistisches Spektrum, angefangen von Owens melancholischem Duktus in Stücken wie Anyhow oder Hush, Somebody’s Calling My Name bis hin zu hochgradig synkopisch angelegten Arrangements wie Shadrach, Meshach und Abendigo. Oft arbeiteten sie auch mit speziellen Stimmeffekten, mit denen sie etwa in Liedern wie Golden Gate Gospel Train Zuggeräusche imitierten. Langfords zwischen Bariton und Falsett changierender Leadgesang kontrastierte häufig mit Johnsons Synkopen, die zum Markenzeichen der Gruppe werden sollten.
Zu den erfolgreichsten Gospels des Golden Gate Quartet gehören u. a. Swing Low, Sweet Chariot, Joshua Fit the Battle of Jericho, Ezekiel Saw the Wheel, Go down Moses, When the Saints Go Marching In, Nobody Knows the Trouble I’ve Seen und Rock My Soul. Aus dem Bereich der weltlichen Songs seien On the Sunny Side of the Street und If I Had a Hammer genannt.

## Mitglieder
Gründungsmitglieder waren die Studenten A. C. „Eddie“ Griffin, Robert „Peg“ Ford, Henry Owens und Willie Johnson. Kennzeichnend für die seit 1941 ihren jetzigen Namen tragende und bis heute aktive Gruppe ist ein erhebliches Maß an personeller Fluktuation: Bereits 1935 wurden Griffin und Ford durch William Langford und Orlandus Wilson ersetzt, 1938 Langford durch Clyde Riddick. 1948 wechselte Johnson zu The Jubalaires, Owens schließlich verließ die Gruppe, um Prediger und Solokünstler zu werden. Aber auch in der Folgezeit kam es immer wieder zu Nachbesetzungen, da einzelne Bandmitglieder zu anderen Gruppen wechselten, sich aus Altersgründen zurückzogen oder starben. Heute besteht das Quartett aus Paul Brembly (Bariton), Clyde Wright (Tenor), Frank Davis (Tenor) und Anthony Gordon (Bass).
In besonderem Maße geprägt hat die Gruppe Orlandus Wilson, der dem Golden Gate Quartet von 1935 bis 1998 als Bassist, Manager und Arrangeur angehörte. „Golden Gate Gospel Train“ wurde in die Wire-Liste The Wire’s „100 Records That Set the World on Fire (While No One Was Listening)“ aufgenommen.
Die allererste Versuchsformation, noch unter dem Namen Golden Gate Jubilee Singers im Jahr 1932 bestand aus Eddie Griffin (Bass), Willie Johnson (Bariton, Moderator), Henry Owens (2. Tenor und stimmlicher Allrounder) und Clyde Riddick (1. Tenor). Erst 1934 formierte sich das Ensemble als Orlandus Wilson (Bass), Willie Johnson (Bariton), Henry Owens (2. Tenor) und William Langford (1. Tenor). Einen festen Platz von 1939 bis 1995 bekam dann der Sänger und Bühnenkomödiant Clyde Riddick, der am 9. Oktober 1999 in Köln verstarb.